# Róbert Štefko
Róbert Štefko (* 28. Mai 1968 in Košice) ist ein slowakischer Langstreckenläufer.

## Leben
1991 wurde er tschechoslowakischer Meister über 5000 und 10.000 Meter, 1992 erneut über 10.000 Meter.
Nach Auflösung der Tschechoslowakei startete er bis 2003 für die Slowakei. In dieser Zeit wurde er zweimal nationaler Meister über 1500 Meter (1993, 1997), einmal über 10.000 Meter (2003), einmal im Halbmarathon (2000) und einmal im Crosslauf (1993).
1993 gewann er den Paris-Halbmarathon. Im Jahr darauf wurde er über 10.000 Meter Vierter bei den Europameisterschaften in Helsinki. Nur sieben Hundertstelsekunden trennten ihn vom Bronzemedaillengewinner Stéphane Franke. Bei den Weltmeisterschaften 1995 in Göteborg schied er über 5000 Meter im Vorlauf ebenso aus wie bei den Olympischen Spielen 1996 in Atlanta über 10.000 Meter.
Danach konzentrierte er sich auf den Straßenlauf. 1997 wurde er Siebter beim New-York-City-Marathon, 1998 Sechster beim London-Marathon und 1999 gewann er den Košice-Marathon.
2000 kam er beim Biwa-See-Marathon auf den 15. Platz, siegte bei den 25 km von Berlin und wurde Vierter beim Broloppet. Beim Marathon der Olympischen Spiele in Sydney musste er aufgeben.
Im Jahr darauf wurde er Vierter beim Berliner Halbmarathon, belegte bei den Halbmarathon-Weltmeisterschaften in Bristol den 29. Platz und wurde Elfter beim New-York-City-Marathon.
2004 ließ er sich in Tschechien einbürgern. Einem vierten Platz beim Prag-Halbmarathon folgte ein dritter Platz beim Prag-Marathon. Damit war er nicht nur nationaler Meister über diese Distanz, sondern hatte sich auch für die Olympischen Spiele in Athen qualifiziert, bei denen er auf dem 63. Platz einlief.
2004 und in den Jahren von 2006 bis 2010 wurde er tschechischer Meister im Halbmarathon. Außerdem wurde er 2005 und 2006 Siebter beim Prag-Halbmarathon und 2008 mit dem 15. Gesamtplatz beim Prag-Marathon erneut nationaler Marathon-Meister.

## Persönliche Bestzeiten
- 1500 m: 3:40,35 min, 21. Juni 1995, Cottbus
- 1 Meile: 3:58,20 min, 7. Juli 1998, Zagreb (slowakischer Rekord)
- 2000 m: 5:05,96 min, 26. Juni 1995, Prag
- 3000 m: 7:46,83 min, 14. Juni 1997, Sopot (slowakischer Rekord)
- 5000 m: 13:19,40 min, 1. Juni 1995, Saint-Denis (slowakischer Rekord)
- 10.000 m: 27:42,98 min, 29. Juni 1997, Villeneuve-d’Ascq (slowakischer Rekord)
- Halbmarathon: 1:00:29 h, 12. Juni 2000, Malmö (slowakischer Rekord)
- Marathon: 2:09:53 h, 26. April 1998, London (slowakischer Rekord)